# Karl Struss
Karl Struss (30 de noviembre de 1886–15 de diciembre de 1981) fue un fotógrafo y director de fotografía estadounidense de la primera mitad del siglo XX. Fue también uno de los primeros pioneros de las películas en 3D. Aunque sobre todo trabajó en películas, como  Sunrise de F.W. Murnau o  El gran dictador y Candilejas de Charles Chaplin, también fue director de fotografía para la serie televisiva Flecha Rota y fotografió 19 episodios de la serie Mi Amigo Flicka.

## Vida y carrera
Nació en la ciudad de Nueva York en 1886. Después de una enfermedad, mientras estaba en el instituto, su padre le hizo abandonar los estudios y le puso a trabajar como operario en la fábrica de sombreros Seybel & Struss. Empezó a mostrar interés en la fotografía en 1908 experimentando con una cáma de formato 8x10, por asistió a un curso sobre arte fotográfico que impartía por las tardes Clarence H. White en el Teachers College de la Universidad de Columbia, terminando sus estudios en 1912. Pronto en sus estudios exploró las propiedades de las lentes de la cámara y en 1909 inventó un tipo de lente con flou que denominó Struss Pictorial Lens y qué intentó patentar. Esta lente fue considerada bastante popular entre los fotógrafos pictóricos de su tiempo. La Struss Pictorial Lens fue la primera lente de flou artístico introducida a la industria de las películas en 1916.
Inicialmente, Struss obtuvo atención en el mundo de fotografía cuando doce de sus trabajos pictóricos fueron escogidos por Alfred Stieglitz para la Exposición Internacional de Fotografía Pictórica de 1910 en la Galería de Arte Albright. Esta fue la última exposición del grupo Photo-Secession, que fue una organización que defendía la fotografía como otra entre las bellas artes. La reputación de Struss se fortaleció al quedar incluido en la exposición "What the Camera Does in the Hand of the Artist (Lo que el Cámara Hace en la Mano del Artista)" en el Museo de Arte de Newark, realizada en abril de 1911,  así como una invitación de la universidad para organizar una exposición individual de sus imágenes de la ciudad de Nueva York y para hacerse cargo de las clases de Clarence H. White mientras estaba fuera. En 1912 fue invitado por Alfred Stieglitz a unirse a la Photo-secession y por tanto a publicar sus fotografías en Camera Work. En 1913, Struss comenzó su publicación propia, llamada Impresión de Platino, en colaboración con Edward Dickson, Clarence H. White, Alvin Langdon Coburn, y Paul Anderson. En el verano de 1914 aceptó un espacio formativo en el estudio de Clarence H. White por lo que dejó de ser un fotógrafo familiar para adoptar el papel de fotógrafo profesional.
Aconsejado por Coburn Struss presentó sus fotografías en la sección de invitados de Estados Unidos en la exposición anual de la Royal Photographic Society en Londres, esto supuso que participase de modo habitual en esa exposición en la década de los años 1920. También participó en múltiples exposiciones organizadas por diversos clubes de fotografía y otras asociaciones, incluyendo el Salón de Arte Fotográfico Nacional de Pittsburgh y la exhibición de fotografía anual organizada por Wanamaker's en su tienda de Filadelfia. Asimismo produjo fotografía comercial para revistas como Vogue, Vanity Fair o Harper's Bazaar. (Sin embargo,  Struss insistía en que no se trataba de fotografía de moda.) Su práctica fotográfica estuvo interrumpida por Primera Guerra Mundial. En 1917, se inscribió en el ejército y solicitó una plaza para colaborar mediante la fotografía. Fue entrenado para enseñar fotografía aérea, pero una investigación de los orígenes alemanes de Struss dirigida por el Departamento de Inteligencia Militar supuso su degradación de su grado de sargento; después de un periodo en confinamiento en Ithaca, Nueva York, donde originalmente había ido para enseñar en la nueva Escuela Aeronautica Militar,  fue transferido a Fort Leavenworth para servir como guardia de prisión y después como empleado de archivo. En su último destino se encargaba de tomar fotografías documentando a los prisioneros. Cerca del fin de la guerra, en un intento de aclarar los rumores de antiamericanismo, se presentó y fue aceptado en el centro de formación de oficiales con el rango de corporal. Aunque Struss finalmente recibió un reconocimiento de su patriotismo y se retiraron los cargos, la investigación militar realizada supuso la ruptura de buena parte de sus relaciones profesionales y de sus tareas como formador.
En 1919, después de la retirada de las cargos se trasladó a Los Ángeles y fue contratado como cameraman por Cecil B. DeMille, en principio para la película  For Better, For Worse protagonizada por Gloria Swanson, después trabajó en Male and Female también con Swanson, lo que le condujo a un contrato de dos años con el estudio. A comienzos de 1921 se casó con Ethel Wall quién le ayudó y le apoyó para que su trabajo fotográfico fuese independiente de los estudios de películas, lo que permitió que hiciese tomas pictóricas en California.  En los años 1920, Struss trabajó en películas como Ben-Hur y Sunrise: A Song of Two Humans de F.W. Murnau. En 1927 fue contratado por United Artists, donde trabajó con D.W. Griffith en películas como Drums of love y filmó la película Coquette que fue la primera película sonora de Mary Pickford.  Continúo su trabajo experimental con la tecnología de cámara, desarrollando la lente "Lupe Ligt" y un sistema de horquillado nuevo para la cámara Bell&Howell
Desde 1931 a 1945, Struss trabajó como cameraman para Paramount, donde trabajó en una variedad de películas donde actuaban actores y actrices como Mae West, Bing Crosby y Dorothy Lamour. Struss también trabajó sobre fotografía desde el mundo editorial; así por ejemplo, en 1934,  escribió "Modernismo Fotográfico y el director de fotografía" para la revista American Cinematographer. Struss fue admitido en la American Society of Cinematographers  y fue un miembro fundador de la Academy of Motion Picture Arts. En 1949, mientras trabajaba como independiente comenzó su trabajo en "stereo cinematografía", convirtiéndose en un temprano proponente de esta forma de arte. Desafortunadamente, la mayoría de sus películas 3D las realizó en Italia y ninguna de sus películas fue desarrollada en 3D en los Estados Unidos.
El archivo fotográfico de Struss incluye fotografías de exposición, fotogramas, negativos y papeles están disponibles en el Museo Amon Carter localizado en Fort Worth, Texas.

## Premios
En su carrera, Struss estuvo nominado cuatro veces para un Premio de Academia para la mejor dirección de fotografía. La primera y única vez que ganó fue en 1929 con la película Sunrise: A Song of Two Humans de F.W. Murnau, compartiendo el premio con Charles Rosher. Estuvo nominado otra vez en 1932 por Dr. Jekyll y Mr. Hyde, en 1934 por The Sign of the Cross y en 1942 por Aloma of the South Seas con Wilfred M. Cline y William E. Snyder.

## Selección de su filmografía
- Forbidden Fruit (1921) con Agnes Ayres
- Saturday Night (1922) con Conrad Nagel and Leatrice Joy
- Thorns and Orange Blossoms (1922)
- Mothers-in-Law (1923)
- The Legend of Hollywood (1924)
- Ben-Hur (1925) con Ramón Novarro
- Sunrise (1927) con Janet Gaynor
- The Battle of the Sexes (1928) con Jean Hersholt
- Lady of the Pavements (1929) con Lupe Vélez
- Coquette (1929) con Mary Pickford
- The Taming of the Shrew (1929) con Douglas Fairbanks y Mary Pickford
- Abraham Lincoln (1930) con Walter Huston
- Skippy (1931) con Jackie Cooper
- Dr. Jekyll and Mr. Hyde (1931) con Fredric March y Miriam Hopkins
- The Sign of the Cross (1932) con Fredric March y Charles Laughton
- Island of Lost Souls (1932) con Charles Laughton y Bela Lugosi
- The Story of Temple Drake (1933) con Miriam Hopkins
- One Sunday Afternoon (1933) con Gary Cooper and Fay Wray
- Four Frightened People (1934) con Claudette Colbert
- Belle of the Nineties (1934) con Mae West
- The Pursuit of Happiness (1934) con Francis Lederer y Joan Bennett
- Goin' to Town (1935) con Mae West
- Every Day's a Holiday (1937) con Mae West
- Zenobia (1939) con Oliver Hardy y Harry Langdon
- Lo que el viento se llevó (1939) con Clark Gable and Vivien Leigh
- El gran dictador (1940) con Charles Chaplin y Paulette Goddard
- Journey into Fear (1943) con Orson Welles y Joseph Cotten
- Frenchman's Creek (1944) con Joan Fontaine
- Wonder Man (1945) con Danny Kaye
- Suspense (1946) con Belita y Barry Sullivan
- Heaven Only Knows (1947) con Robert Cummings
- Rocketship X-M  (1950) con Lloyd Bridges y Osa Massen
- The Return of Jesse James (1950) con John Ireland y Ann Dvorak
- Lady Possessed (1952) con James Mason
- Candilejas (1952) con Charles Chaplin y Buster Keaton
- Mohawk (1956), con Scott Brady y Neville Brand
- The Fly (1958) con Vincent Price